# Мајк Делфино
Мајкл „Мајк“ Делфино (енгл. Michael "Mike" Delfino) је измишљени лик из америчке серије Очајне домаћице. Он је један од главних ликова чија се прича протеже кроз готово читаву серију. Игра га глумац Џејмс Дентон.
Мајк се на почетку серије досељава у улицу Вистерија Лејн, пошто претходна власница куће - госпођа Лилијан Симс, одлази у старачки дом. Он има мисију коју мора да испуни и она је једини разлог који га доводи у Вистерија Лејн. Ствари се мењају када упозна Сузан Мајер. Њихова љубавна прича пролази много пута кроз искушења током серије, али они ипак успевају да оформе породицу.
| „                                                        | Понекад се плашим, пошто нисам особа која лако изражава своје емоције, да ти нисам јасно и гласно рекао колико те волим! | ” |
| — Мајк говори Сузан тренутак пре него што ће бити убијен | |   |

## 1. сезона
Мајк је дошљак у улици Вистерија Лејн. Он је у Вистерија Лејн послат да разреши мистерију везану за смрт своје бивше девојке Деидре Тејлор. На сахрани Мери Алис Јанг се упознаје са Сузан. Између Мајка и Сузан се рађа искрена љубав, али што је Мајк ближи истини, то се клупко интрига затеже око њих и они више пута прекидају своју везу и поново је започињу. Када сазна да је Мајк провео у затвору одређено време, Сузан га оставља. Он јој признаје целу истину у вези своје мисије и она му опрашта.
Мајк сазнаје да је покојна Мери Алис откупила Деидриног и његовог сина, јер је Деидреу био потребан новац за дрогу. Када су Мери Алис и њен муж Пол одбегли у Вистерија Лејн, Деидре их налази и жели да узме сина натраг. У жучној расправи Мери Алис је избоде ножем и њено тело стављају у кутију за играчке и закопавају испод темеља за базен. Он онда одводи Пола Јанга у пустињу са намером да га убије, али не чини то пошто је чувао његовог сина годинама.
По повратку кући, очекује га Полов и Мери Алисин син Зак, који жели да га убије да би осветио оца. Оно што он не зна је да му је у ствари Мајк отац.

## 2. сезона
Мајк преживљава напад Зака Јанга без последица. Зак бежи, а Мајк чини све да га пронађе. Када сазна да је Сузан дала новац Заку да оде да тражи свог оца, Пола, Мајк раскида сваки контакт са њом. Након Заковог повратка, покушава да ступи у контакт са њим, али без успеха.
Када Иди Брит спали Сузанину кућу, Мајк јој нуди помоћ и они се мире. У ноћи када је требало да је запроси, Мајка ударају кола и он пада у кому.

## 3. сезона
Након шест месеци у коми, Мајк се буди са амнезијом. Не сећа се ничега након доласка у Вистерија Лејн. Пошто је Сузан отишла на пут са новим дечком, Иди Брит користи прилику и представља се као Мајкова девојка, а о Сузан му говори све најлошије ствари. Мајк упада у њену замку.
Међутим, проблем је што Мајка сумњиче за смрт Моник Полије, а он се не сећа да ли је крив, једина ствар која буди сумњу у њему је крв на кључу којим врши поправке. Када га пронађу како закопава кутију са алатом и тим кључем, полиција га хапси, али због недостатка доказа га пустају из затвора. Он се сећа да је Орсон Хоџ, нови муж Бри ван Де Камп, повезан са Моник Полије. Зато га напада и цела ствар се закомпликује, али се све завршава добро по Мајка.
Пошто је повратио сећање, решава да се бори за Сузанину љубав. Она раскида са новим дечком, Ијаном, и у последњој епизоди треће сезоне се Мајк и Сузан напокон венчавају на прелепом планинском пределу.

## 4. сезона
Пошто су се напокон венчали, Сузан и Мајк могу да уживају у својој безбрижној љубави. Њихова срећа бива још већа када сазнају да је Сузан трудна. Али, пошто обоје желе најбоље за своје дете, то значи пуно додатног посла за Мајка. Он се због болова у рамену одаје аналгетицима од којих постаје зависан. Када Сузан сазна, он јој обећава да ће престати, али не чини то. Када треба да одговоре докторки која води Сузанину трудноћу о болестима у породици, Мајк каже да је његов отац жив што зачуди Сузан. Он јој онда открива да је у затвору на доживотној робији због убиства. Након посете њему, Сузан разуме зашто Мајк никада не прича о њему.
Сузан схвата шта се заиста дешава са Мајковом зависношћу од лекова. Током припреме за удар торнада у жучној расправи Мајк нехотице гурне Сузан низ степенице. Испоставља се да је уганула зглоб. У болници му она поставља ултиматум: или ће да се лечи, или ће се развести. Он бира лечење. Пошто су се Бри и Орсон преселили код Сузан, јер је њихова кућа уништена у удару торнада, Орсон почиње да месечари због кривице коју осећа. У једној од својих ноћних шетњи, он случајно открије Сузаниној ћерки Џули да је он прегазио Мајка. Мајк се враћа са рехабилитације и Џули му то говори. Он решава да му опрости.
Мајкова Мајка Адел долази у посету. Она и Сузан се не слажу нимало у својим ставовима. Он на послетку говори мајци како не сме да тако прича са Сузан, а она се извињава. Тада Сузан добија трудове и рађа сина. Између њих двоје настаје мала расправка када Сузан не жели да му да име по Мајковом деди, Мејнард, већ жели да се беба зове Конор. Када јој Мајк каже колико је дека био битан у његовом животу, Сузан одлучује да попусти и називају сина Мејнард Делфино (надимак му је Ем Џеј).

### Период од пет година између
Мајк и Сузан на годишњицу свог брака доживљавају судар у ком гину Лајла Деш и њена кћер Пејџ. Мајк је ослобођен кривице. Овај догађај доводи до развода њиховог брака.

## 5. сезона
Када сазна да се Сузан виђа са Џексоном, Мајк жели да га боље упозна да би видео са ким Ем Џеј проводи време. Они двоје постају добри пријатељи, што често уме да изнервира Сузан. Пошто Сузанина и Џексонова веза напредује, Мајк почиње да излази са Кетрин Мејфер, једном од Сузаниних најбољих пријатељица. Када Сузан то сазна, она се изнервира, али касније прихвата ту чињеницу. Нови комшија Дејв жели да се освети Мајку јер је убио његову бившу жену Лајлу и кћер Пејџ. Он чини све да се спријатељи са Мајком и да сазна шта би га највише повредило. Кетрин добија понуду да се пресели код ћерке, Мајк схвата колико је воли и шаље јој цвеће са поруком „Не иди." Дејв решава да их одведе на камповање, где би из заседе убио Кетрин, али не успева. Када сазна да је заправо Сузан та која је возила кола кад су се сударили са Лајлом и Пејџ, он своју освету окреће према Ем Џеју.
Мајк проси Кетрин и одлазе да се венчају у Лас Вегас. У исто време Сузан и Ем Џеј крећу на пецање са Дејвом, који оставља Мајку видео поруку о томе шта ће учинити. Он то случајно погледа на аеродрому и оставља Кетрин саму. Дејв намешта ситуацију да Мајк удари у његова кола исто као што су ударили његову жену и кћер и то на истој раскрсници. Притом ће Ем Џеј бити у колима и Мајк ће га убити. То се и одиграва, али је у последњем тренутку Дејв пустио Ем Џеја. Сузан и Мајк се љубе.
Два месеца касније се одржава Мајково венчање са младом коју не види публика.

## 6. сезона
Мајк се венчао са Сузан по други пут. Кетрин тешко подноси растанак од Мајка и на све начине покушава да га врати. Када Ем Џеју каже лоше ствари о Сузан, Мајк побесни и каже јој да му се гади и да је мрзи. Кетрин у нападу лудила себе убада ножем у стомак, а за то окривљује Мајка. Када се њена фарса открије, она одлази на рехабилитацију, а Мајк излази из затвора. Захваљујући финансијским проблемима у које је Мајк упао, цела породица мора да изда кућу и одсели се у јефтин станчић поред бензинске пумпе. Њихову кућу откупљује Пол Јанг.

## 7. сезона
Мајк добија понуду од Фелише Тилман, Полове најгоре непријатељице, да за 10 000 долара убије Пола. Он одбија. Када сазна да Сузан ради за хот-лајн сајт, Мајк одлучије да прихвати посао на Аљасци да би зарадили довољно новца за намирење дугова. Када му Пол каже да је Зак покушао да га убије, Мајк открива чињеницу да је свих ових година у контакту са Заком и обојица га одводе на клинику за одвикавање од дроге.
Сузан доживљава несрећу и сазнаје да јој је потребна трансплантација бубрега, Мајк тешко подноси чињеницу да ће је изгубити. Све се добро заврши. По истеку Половог уговора, Мајк и Сузан се враћају у своју кућу.

## 8. сезона
Пошто затекне Сузан са Карлосом у неколико незгодних ситуација, Мајк помисли да су њих двоје у вези. Да би га разуверили, они му признају читаву истину око убиства Габријелиног очуха и како их обоје изједа кривица. У дослуху са Беном, новим комшијом, Мајк закопава тело Габријелиног очуха испод темеља Беновог градилишта.
Да би заштитио Бена од локалног зеленаша, Мајк улази у конфликт са њим. Развој читаве ситуације доводи до тога да зеленаш пуца у Мајка на прилазу његове куће и убија га. На Мајковој сахрани се све домаћице присећају како је он утицао на њихове животе. Претражујући његове ствари, Сузан сазнаје да он има сестру по имену Лора, која се налази у институцији за ментално оболеле. Она одлучије да преузме бригу о њој на себе.
Мајк се појављује у последњој епизоди серије као један од духова који испраћају Сузан док се одсељава из Вистерија Лејна.

## Личност
Мајк је на почетку серије приказан као особа која нема ништа на свету осим освете. Онда он упознаје Сузан, и љубав према њој га полако враћа у живот. Са њом оснива породицу на коју је поносан. Мајк је чврста мушка фигура, осећајан, озбиљан и предан раду.
Када је био мали, стално је гледао како његов отац туче његову мајку до изнемоглости, а он није могао да јој помогне. То је оставило јак утисак на њега, тако да никада не може да окрене главу и оде ако види да неко има проблем.
Његов највећи страх је да није ставио до знања Сузан колико је воли. Неостварена жеља му је да купи корвета кабриолет.
Мајк има пса Бонга. Његов најбољи пријатељ је Карлос Солис.
Мајк воли хамбургере, рагби и пецање крај водопада. Уме да свира гитару. Омиљени рагби играч му је Пејтон Менинг, чији пешкир са потписом држи урамљен.